# Olihňovití
Olihně jsou hlavonožci příbuzní kalmarům a krakaticím. Stejně jako ostatní hlavonožci jsou bilaterálně symetričtí, mají dobře vyvinutou hlavu a deset chapadel s přísavkami. Dvě chapadla jsou delší než ostatní. Jsou to výborní plavci a aktivní lovci. Olihně nebývají větší než 60 cm, ale v bohatých mořích jich může žít velké množství. Většinou žijí jen jeden rok a po kopulaci umírají. Právě v období rozmnožování se shromažďují ve velkých počtech a stávají se tak vítanou kořistí ryb, mořských ptáků, savců i člověka.

## Druhy
- rod: Loligo Lamarck, 1798
  - Loligo africana
  - Loligo bleekeri
  - Loligo gahi
  - Loligo ocula
  - Loligo pickfordi
  - Loligo roperi
  - Loligo sanpaulensis
  - Loligo surinamensis
  - Loligo vietnamensis
  - oliheň hladinná (Loligo plei)
  - oliheň opalizující (Loligo opalescens)
  - oliheň severní (Loligo forbesii)
  - oliheň šelfová (Loligo pealeii)
  - oliheň obecná (Loligo vulgaris)
  - oliheň evropská (Loligo subulata)
  - oliheň malá (Loligo media)
- rod: Loliolus Steenstrup, 1856
  - Loliolus affinis
  - Loliolus hardwickei
  - Loliolus beka
  - Loliolus japonica
  - Loliolus sumatrensis
  - Loliolus uyii
- rod: Lolliguncula Steenstrup, 1881
  - Lolliguncula argus
  - Lolliguncula diomedeae
  - Lolliguncula brevis
  - Lolliguncula mercatoris
  - Lolliguncula panamensis
- rod: Pickfordiateuthis Voss, 1953
  - Pickfordiateuthis pulchella
  - Pickfordiateuthis vossi
- rod: Sepioteuthis Blainville, 1824
  - Sepioteuthis australis
  - Sepioteuthis lessoniana
  - Sepioteuthis loliginiformis
  - oliheň karibská (Sepioteuthis sepioidea)
- rod: Uroteuthis Rehder, 1945
  - Uroteuthis pickfordi
  - Uroteuthis abulati
  - Uroteuthis arabica
  - Uroteuthis bengalensis
  - Uroteuthis chinensis
  - Uroteuthis duvauceli
  - Uroteuthis edulis 
  - Uroteuthis noctiluca
  - Uroteuthis reesi
  - Uroteuthis robsoni 
  - Uroteuthis sibogae
  - Uroteuthis singhalensis
  - Uroteuthis vossi
  - Uroteuthis bartschi